# ウェルニッケ・コルサコフ症候群
ウェルニッケ・コルサコフ症候群（ウェルニッケ・コルサコフしょうこうぐん、英: Wernicke–Korsakoff syndrome、WKS）は、ウェルニッケ脳症（WE）とコルサコフ症候群を含む疾患である。ウェルニッケ脳症の症状は、急性の混乱、視覚異常、低体温症、低血圧、失調などである。コルサコフ症候群の症状は、記憶喪失、 振戦、長期にわたる視覚異常である。コルサコフ症候群を治療しなかった場合、ほとんどの人がウェルニッケ脳症を発症する。
原因は、チアミン（ビタミンB1）欠乏である。最も一般的な起因はアルコール使用障害であるが、摂食障害、栄養失調、長期にわたる嘔吐、化学療法（悪性腫瘍）などによる場合もある。この障害は脳への障害を伴う。診断は、考えられる他の原因を排除した後の症状に基づいておこなわれる。
治療には、チアミンのサプリメントが含まれ、その後に食事の改善が含まれる。飲酒はやめるべきである。症状の多くは改善する可能性があるが、記憶機能の回復は遅く、多くの場合は不完全である。 治療しなかった場合、20％は死亡し、75%は永久的な障害を患う。コルサコフ症候群の罹患者の約25%は長期の施設入所が必要となる。米国では、約1％から2%の人が罹患している。